# Nepa (geslacht)
Nepa is een monotypisch geslacht van wantsen uit de familie van de waterschorpioenen (Nepidae). 

## Soort
- Nepa cinerea Linnaeus, 1758 (Waterschorpioen)